# دايسوكي تاكاهاشي (متزلج فني)
دايسوكي تاكاهاشي (باليابانية: 髙橋大輔 ) (و. 1986  م) هو متزلج فني ياباني، ولد في كوراشيكي، أوكاياما، شارك في الألعاب الأولمبية الشتوية 2006، والألعاب الأولمبية الشتوية 2014، والألعاب الأولمبية الشتوية 2010، وFigure skating at the 2003 Asian Winter Games ‏.

## التعليم
تعلم في جامعة كانساي ‏.

## روابط خارجية
- دايسوكي تاكاهاشي على موقع الاتحاد الدولي للتزلج (الإنجليزية)
- دايسوكي تاكاهاشي على موقع الاتحاد الدولي للتزلج (الإنجليزية)
- دايسوكي تاكاهاشي على موقع أوليمبيديا (الإنجليزية)